# سیارک ۷۳۶۰
سیارک ۷۳۶۰ (به انگلیسی: 7360 Moberg، نامگذاری:1996BQ17) هفت هزار و سیصد و شصتمین سیارک کشف شده‌است که در ۳۰ ژانویه ۱۹۹۶ کشف شد.
قدر مطلق سیارک برابر ۱۲٫۸۰ است.